# Jean Ranc
Jean Ranc (Montpellier, 28 de janeiro de 1674 – Madrid, 1 de julho de 1735) foi um pintor retratista francês, um dos estudantes de Hyacinthe Rigaud. Ele trabalhou principalmente nas cortes dos reis Luís XV da França e Filipe V da Espanha.